# Versaugues
Versaugues ist eine französische Gemeinde mit 191 Einwohnern (Stand: 1. Januar 2022) im Département Saône-et-Loire in der Region Bourgogne-Franche-Comté (vor 2016 Bourgogne). Sie gehört zum Arrondissement Charolles und zum Kanton Paray-le-Monial.

## Geographie
Versaugues liegt in der Landschaft Charolais. Nachbargemeinden von Versaugues sind Saint-Yan im Norden, Poisson im Osten, Saint-Didier-en-Brionnais im Südosten sowie Montceaux-l’Étoile im Süden und Westen.

## Bevölkerungsentwicklung
| Jahr                      | 1962 | 1968 | 1975 | 1982 | 1990 | 1999 | 2006 | 2011 | 2016 |
| Einwohner                 | 250  | 226  | 224  | 208  | 205  | 192  | 196  | 207  | 196  |
| Quelle: Cassini und INSEE |      |      |      |      |      |      |      |      |      |

## Sehenswürdigkeiten
- Kirche Sainte-Marguerite aus dem 10. Jahrhundert, heutiger Bau wesentlich aus dem 18./19. Jahrhundert

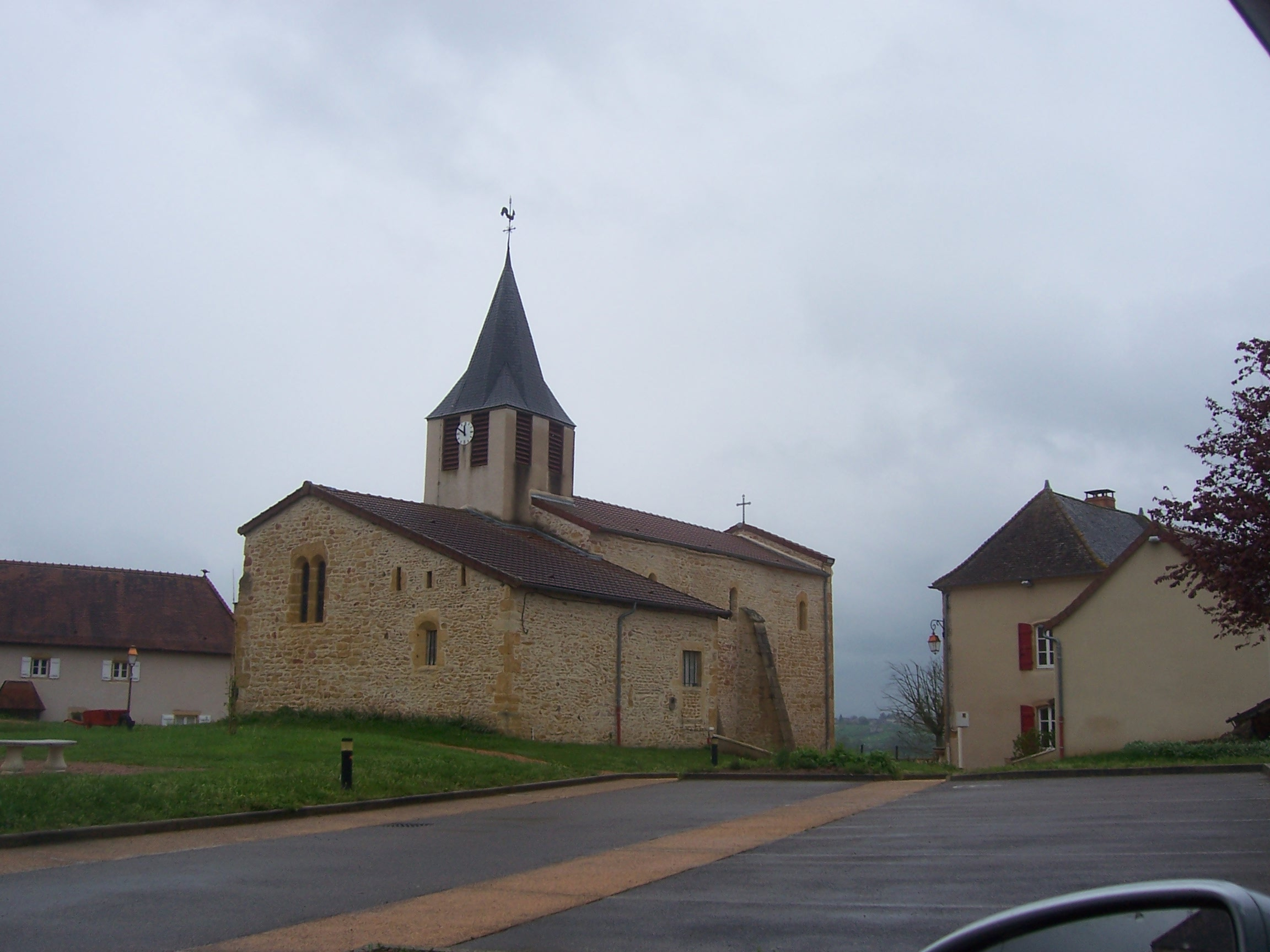
Kirche Sainte-Marguerite